# Gerila-Gletscher
Der Gerila-Gletscher (bulgarisch ледник Герила lednik Gerila) ist ein 7,5 km langer und 2 km breiter Gletscher im westantarktischen Ellsworthland. Im nordzentralen Teil der Sentinel Range im Ellsworthgebirge fließt er nördlich des Burdenis- und südlich des Fonfon-Gletschers vom Bergsattel der Long Gables in nordöstlich Richtung und mündet gemeinsam mit dem Deljo- und dem Burdenis-Gletscher nördlich des Bruguière Peak in den Ellen-Gletscher.
US-amerikanische Wissenschaftler kartierten ihn 1961 und 1988. Die bulgarische Kommission für Antarktische Geographische Namen benannte ihn 2014 nach dem Fluss Gerila im Nordosten Bulgariens.